# Xã Jefferson, Quận Andrew, Missouri
Xã Jefferson (tiếng Anh: Jefferson Township) là một xã thuộc quận Andrew, tiểu bang Missouri, Hoa Kỳ. Năm 2010, dân số của xã này là 4.646 người.